# Anton Breumair
Anton „Toni“ Breumair (* 18. März 1927 in Augsburg; † 1. Mai 2012) war ein deutscher Tischtennisspieler. Er nahm zweimal an Weltmeisterschaften und dreimal an Europameisterschaften teil und wurde zweimal Deutscher Mannschaftsmeister. 2006 wurde er Seniorenweltmeister im Doppel. Seine Stärke war der Angriff mit der Rückhand.

## Vereine
1946 begann Breumair mit dem Tischtennissport. Ab 1947 spielte er beim Verein MTV München von 1879. Mit diesem wurde er 1951 Deutscher Mannschaftsmeister (zusammen unter anderem mit Walter Than). Im gleichen Jahr wechselte er zum TSV Milbertshofen. Auch hier gewann er 1952 die deutsche Mannschaftsmeisterschaft. Die weiteren Vereinsstationen waren TSV Schwaben Augsburg (1954–1957), Polizei SV Augsburg (1957–1961) und Post SV Augsburg (später Post SV Telekom Augsburg, ab 1961). Mit dem Post SV Augsburg spielte er ab 1966 in der Bundesliga. Nach einer Zwischenstation in Biberbach kehrte er 1976 zum Post SV Augsburg zurück. Zuletzt spielte er beim SV Hammerschmiede Augsburg in der 2. Kreisliga.
Wegen dieser Erfolge wurde Breumair 1951 mit dem Silbernen Lorbeerblatt ausgezeichnet. 1988 verlieh ihm der Bayerische Tischtennis-Verband BTTV die Ehrenmedaille in Gold. Wegen seiner vorbildlichen Fairness erhielt er 2001 den Hermann-Haagen-Gedächtnispreis des BTTV.

## National
Zahlreiche nationale Erfolge konnte er vorweisen: 1962 wurde er Bayerischer Meister im Einzel, sechsmal gewann er diese Meisterschaft im Doppel und zweimal im Mixed. 1964 wurde er mit Martin Ness süddeutscher Meister im Doppel. Mit der bayerischen Auswahl holte er 1955 den Deutschlandpokal.
18-mal nahm er an deutschen Meisterschaften teil. Achtmal belegte er Platz 3 (dreimal im Einzel, viermal im Doppel und einmal im Mixed). 1960 wurde er Deutscher Vizemeister im Einzel (hinter Conny Freundorfer).
1954 wurde er in der deutschen Rangliste auf Platz 3 geführt.

## International
Breumair wurde 12-mal in die Nationalmannschaft berufen. Bei den Weltmeisterschaften 1953 und 1959 nahm er nur an den Individualwettbewerben teil. Bei den Europameisterschaften wurde er mit der deutschen Mannschaft 1958 Fünfter und 1960 Siebenter. 1962 spielte er bei der EM nur in den Individualwettbewerben.
Auch im hohen Alter war Breumair noch erfolgreich. Mit Herbert Zemsch wurde er 2005 bei den Senioren Ü75 Europameister im Doppel. 2006 gewann er in Bremen bei den Senioren Ü75 zusammen mit Otto Rau die Weltmeisterschaft im Doppel, 2008 in Gütersloh in der Klasse Ü80 den Einzelwettbewerb. 2009 holte er bei der EM Ü80 den Titel im Einzel.

## Privat
Breumair arbeitete bis 1990 als Verlagskaufmann bei der Augsburger Allgemeinen und lebte in Augsburg. Er war verheiratet seit Anfang 1958 und hatte zwei Kinder. 2012 verstarb Toni Breumair, er wurde auf dem Alten Ostfriedhof in Augsburg beigesetzt.

## Turnierergebnisse
| Verband | Turnier           | Jahr | Ort      | Land | Einzel     | Doppel    | Mixed        | Team |
| ------- | ----------------- | ---- | -------- | ---- | ---------- | --------- | ------------ | ---- |
| FRG     | Weltmeisterschaft | 1959 | Dortmund | FRG  | letzte 256 | letzte 64 | letzte 128   |      |
| GER     | Weltmeisterschaft | 1953 | Bukarest | ROU  | letzte 128 | letzte 32 | keine Teiln. |      |